# 納賽爾醫院亂葬崗
2024年4月20日，在以色列軍隊結束圍攻納賽爾醫院並撤出後，回到該地的巴勒斯坦人發現一處大型亂葬崗。這次發現是以色列—哈馬斯戰爭中一個重大事件。獨立分析指出，這些新發現的墓地與巴勒斯坦人早期集體埋葬地點相同。

## 背景
從戰爭伊始，以色列對加沙地帶的醫療設施發起一系列攻擊，導致大部分醫院遭到破壞或完全摧毀。2024年1月，加沙衛生部透露，在納賽爾醫院周邊社區遭受圍困之際，有40具屍體被安葬於醫院內。同月，納賽爾醫院的一名負責人向媒體表示，醫院員工在院內的空地上埋葬約150具屍體。
該醫院在整場戰爭過程中多次遭受炮火攻擊。一名13歲的截肢少女多尼亞·阿布·莫森在炮火中身亡，使得這家醫院成為國際媒體的焦點。她曾在以色列一次空襲中生還，而那次空襲卻將她全家滅門。在2024年2月，納賽爾醫院在遭受以色列襲擊後，報導顯示其已無法正常運作。
2024年2月15日，以色列士兵從南方闖入這家醫院；據加沙衛生部的一名發言人表示，他們摧毀帳篷並推平一處大型墓地。以方聲稱，他們挖掘並檢查約400具屍體，目的是尋找以色列人質。
由於以色列士兵進入醫院期間所導致的停電，有5名病人因此在醫院內死亡。截至2月18日，世界衛生組織宣佈該醫院已無法繼續為病人提供服務，並且無法正常運作。世界衛生組織總幹事譚德塞將醫院無法繼續運作歸因於以色列的圍困和襲擊。
截至2月23日，該醫院已經無法為病人提供食物、水或氧氣。加沙衛生部表示，13名病人的死亡與醫院缺乏電力和氧氣有關。
此外，早在2024年，圍攻希法醫院結束後，就曾發現過大規模亂葬崗。

## 挖掘
根據報導指，納賽爾醫院內的亂葬崗是在2024年4月以色列士兵撤退後發現的。當地官員表示，其中一些屍體被發現時手腳被綁著，而這些死者中包括兒童和年長的婦女。此外，還有一些屍體被埋在垃圾堆下。
截至4月22日，已從一個亂葬崗中挖掘出283具屍體，而救援人員報告還有兩個額外的墓地尚未開挖。其中42具屍體已經被識別出來。聯合國人權事務高級專員辦事處發言人表示，這些遺體中「據稱有老人、婦女和傷患者」，還有其他人被綁住手並剝去衣服。巴勒斯坦民防局發言人表示，一些屍體被發現時被手銬銬住，有的頭部中彈，還有一些穿著囚犯制服。民防局相信大約有20人被活埋。巴勒斯坦民防表示，這283具屍體來自圍城期間臨時挖掘的埋葬區。當時人們無法進入墓地，所以將死者埋在醫院院子裡。這些傷亡既有圍城造成的，也有突襲導致的。
4月25日，根據巴勒斯坦記者阿克拉姆·薩塔里（Akram al-Satarri）的報導指，最近發掘出土的屍體中，許多都顯示出被酷刑、肢解和草率處決的跡象。巴勒斯坦民政官員表示，有些屍體仍然附著有醫療設備，這些設備是他們在醫院逗留期間使用。這三處集體墓地據信總共包含約700具屍體。
根據法蘭西24的報導，通過對照片和影片的分析，挖掘的位置與早期集體埋葬的區域大致相同，但無法驗證在2024年4月以色列撤軍之前有多少屍體被埋在那裡。GeoConfirmed提出類似的分析，稱挖掘發生在巴勒斯坦人早期進行集體埋葬的同一地點，但他們並未排除以色列軍隊可能增加葬地規模的可能性。

## 反應
聯合國人權事務高級專員指出，這次攻擊顯示「嚴重違反國際人權法和國際人道法」。
以色列國防軍反駁對其造成屠殺的指控，稱這些指控「毫無根據和無稽之談」。他們稱在納賽爾醫院附近的行動中，他們檢查巴勒斯坦人埋葬的屍體，以尋找人質和失蹤者。檢查後確認不是以色列人質的屍體都已被恢復原位。天空新聞台通過分析衛星圖像和社交媒體上的影像，報導巴勒斯坦人在以色列圍攻期間挖掘的大量墳墓，這些墳墓後來被以色列國防軍鏟平。
伊斯蘭合作組織要求對這些亂葬崗進行調查，並將其定性為戰爭罪行、反人類罪，以及有組織的國家恐怖主義行為。人權組織Al-Haq發言人透露，納賽爾醫院的初步報告顯示，一些遇害者在被殺前手腕被綁在背後。而半島電視台英語頻道的資深政治分析師馬爾萬·比沙拉評論說「儘管以色列可能在政治和法律上能抵抗問責，但這一事件將被銘記於歷史。」

## 調查呼籲
聯合國人權高級專員福爾克爾·蒂爾克表示，他對亂葬崗感到「震驚」，並呼籲進行國際調查。國際律師和教授傑弗里·羅伯遜則稱這是一宗反人類罪行，並強調這個案件迫切需要獨立調查，越快越好。根據半島電視台英語頻道的報導，美國駐聯合國副大使表示，美國不支持進行獨立調查的呼籲。國際救援委員會則呼籲立即進行國際獨立調查。聯合國秘書長安東尼奧·古特雷斯表示，有必要讓具有法醫專業知識的獨立國際調查人員立即進入這些亂葬崗的現場，以確定數百名巴勒斯坦人失去生命並被埋葬或重新埋葬的確切情況。
當被問及以色列是否會調查這些大規模墳墓時，以色列國防軍的一位發言人表示：「調查什麼？我們已經給出了答案。」前國際特赦組織主席肯尼斯·羅斯則指出，調查「只需要雙方合作，但以色列不想允許此類獨立調查」。

## 另見
- 加沙地帶亂葬崗